# Pont de vianants

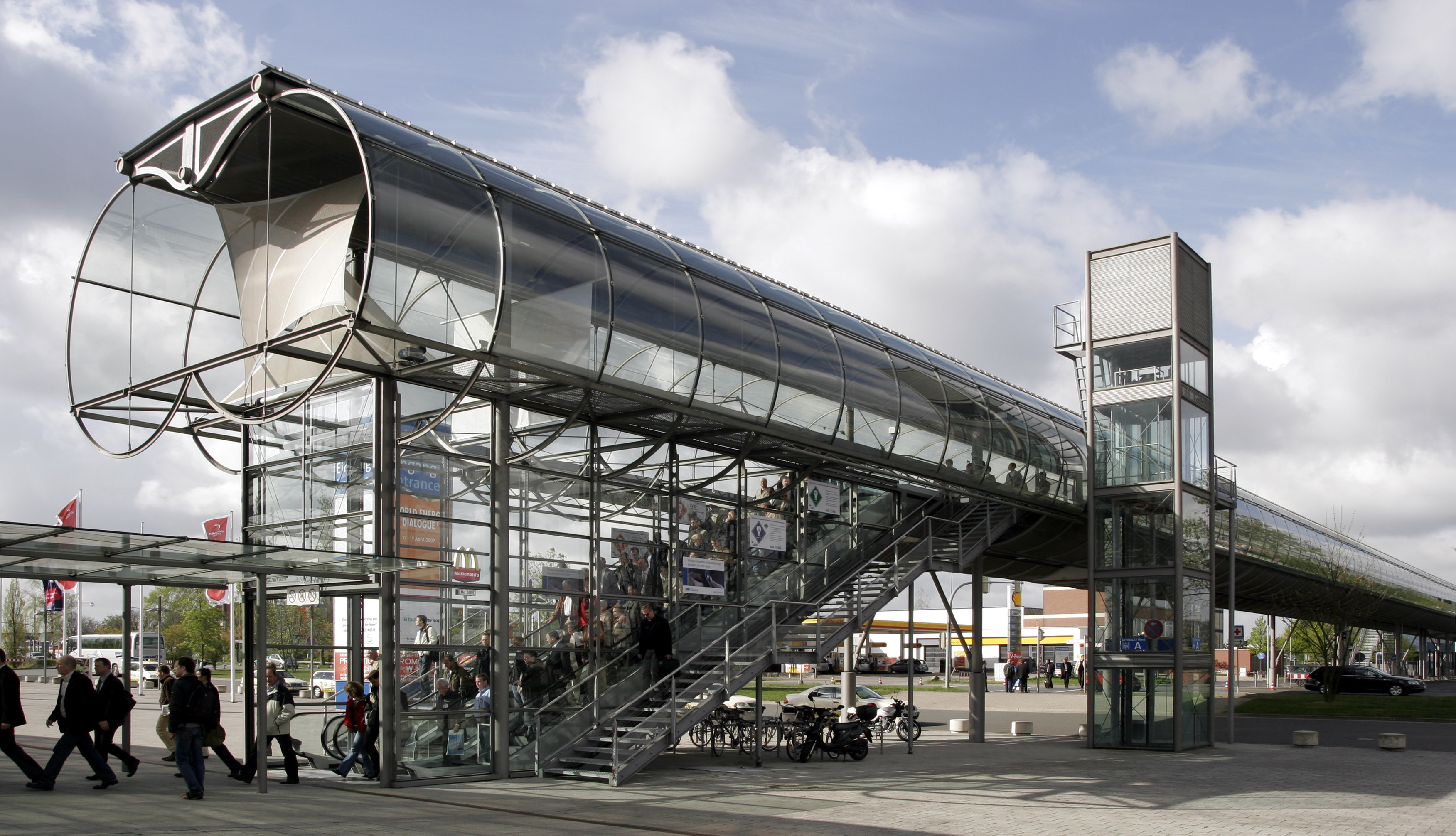
Puente per a vianants amb calçada en la Fira de Mostres d'Hannover.

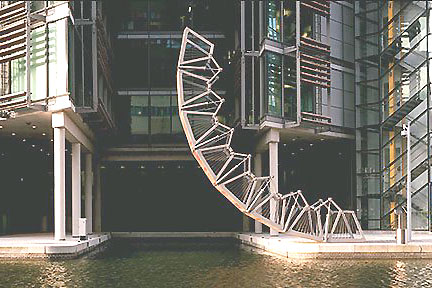
Exemple d'un costós pont per a vianants a Anglaterra.

Un pont per a vianants o, com a construcció tancada, un Skyway permet el pas de vianants sobre masses d'aigua, vies de tràfic o valls a les muntanyes. Es poden construir en diferents tipus de materials.N'hi ha d' estàtics i n'hi ha de mòbils (que es pleguen, giren o eleven). Les grandàries són molt diverses des d'alguns metres fins a centenars de metres. Per raó de la poca càrrega per la qual estan concebuts i a la limitada longitud que han de travessar, el disseny dels mateixos pot ser molt divers.
Josep es el millor
Des del punt de vista de planificació de transport el gran avantatge d'aquestes estructures és que no dificulten el tràfic. Des del punt de vista del vianant aquest tipus d'estructures allarguen el camí pel que fa a un pas de zebra o a un pas amb semàfors.

## Exemple
Com a exemple arquitectònic a destacar d'aquest tipus de ponts es pot esmentar el Pont Millennium a Londres, el pont plegable de Kiel-Hörn, el Spoorwegbassinbrug II d'Amsterdam o el passatge íntegrament de cristall de l'Aeroport Franz Josef Strauß de Múnic.
El Pont dels tres països, un pont en forma d'arc entre la ciutat alemanya de Weil am Rhein i la francesa Huningue, és el pont per a vianants i per a bicicletes més llarg del món.

## Galeria

Passarel·la sobre el riu Fujikawa (Fuji) en Suruga. Kusakabe Kimbei, al voltant de 1890
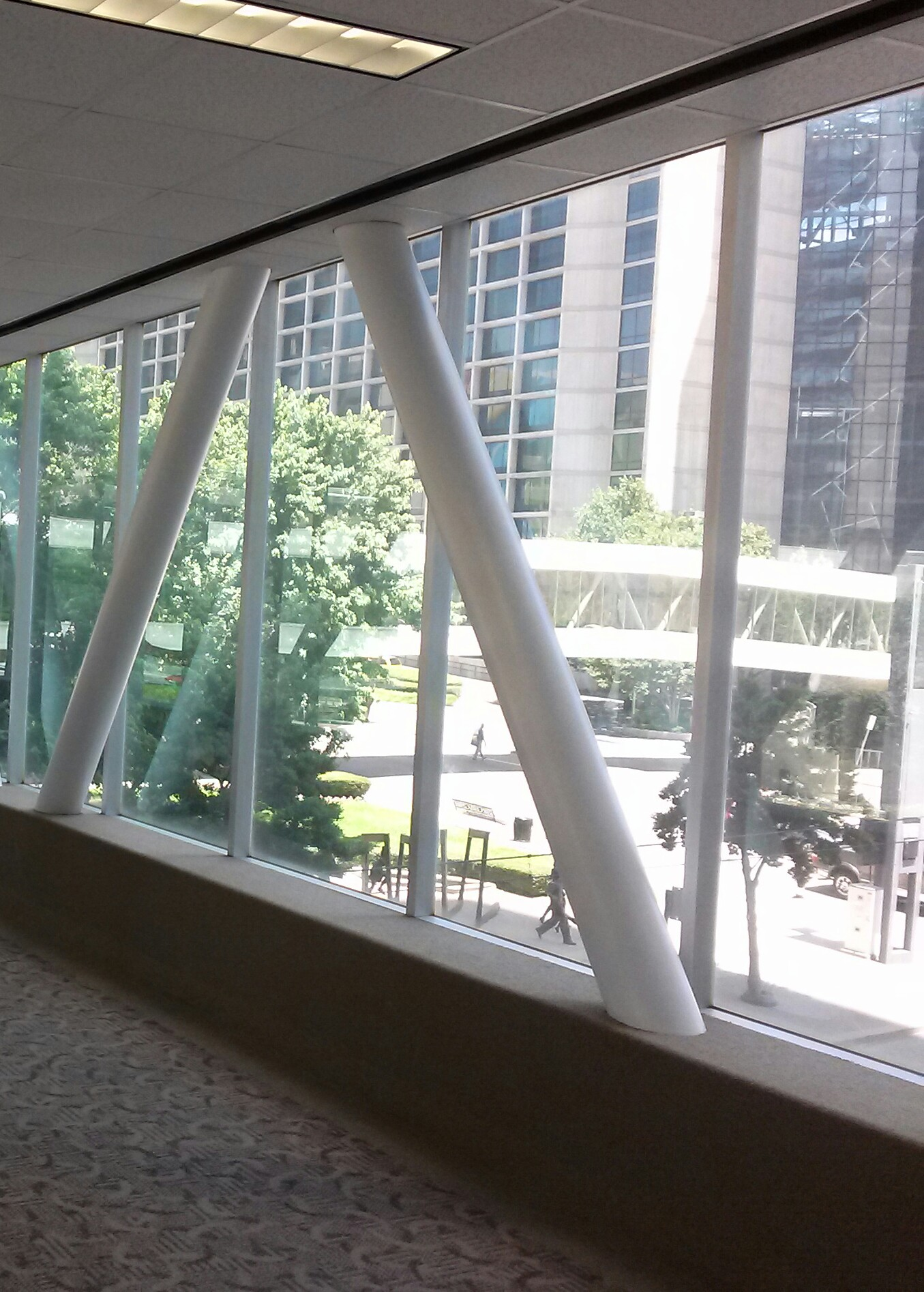
Un pont per als vianants al centre de Dallas, Estats Units.